# Miroslav Siva
Miroslav Siva (* 7. srpna 1961, Topoľčany) je bývalý slovenský fotbalista, útočník, reprezentant Československa.

## Fotbalová kariéra
Za československou reprezentaci odehrál v letech 1986-1987 šest utkání. Hrál za FK AS Trenčín (1979-1980), RH Cheb (1980-1987), Slávii Praha (1987-1989), Bohemians Praha (1989-1991), First Vienna (1991), ASV Hohenau a Synthesii Pardubice. V československé lize nastoupil v 267 utkáních a dal 60 gólů.

## Ligová bilance
| Ročník                                   | Zápasy | Góly | Klub            |
| ---------------------------------------- | ------ | ---- | --------------- |
| 1. československá fotbalová liga 1979/80 | 22     | 2    | Jednota Trenčín |
| 1. československá fotbalová liga 1980/81 | 2      | 0    | RH Cheb         |
| 1. československá fotbalová liga 1981/82 | 15     | 3    | RH Cheb         |
| 1. československá fotbalová liga 1982/83 | 26     | 4    | RH Cheb         |
| 1. československá fotbalová liga 1983/84 | 26     | 4    | RH Cheb         |
| 1. československá fotbalová liga 1984/85 | 29     | 7    | RH Cheb         |
| 1. československá fotbalová liga 1985/86 | 30     | 6    | RH Cheb         |
| 1. československá fotbalová liga 1986/87 | 29     | 6    | RH Cheb         |
| 1. československá fotbalová liga 1987/88 | 26     | 5    | Slavia Praha    |
| 1. československá fotbalová liga 1988/89 | 25     | 6    | Slavia Praha    |
| 1. československá fotbalová liga 1989/90 | 22     | 13   | Bohemians Praha |
| 1. československá fotbalová liga 1990/91 | 15     | 4    | Bohemians Praha |
| CELKEM                                   | 267    | 60   |                 |